# Xí nghiệp Bản đồ Đà Lạt

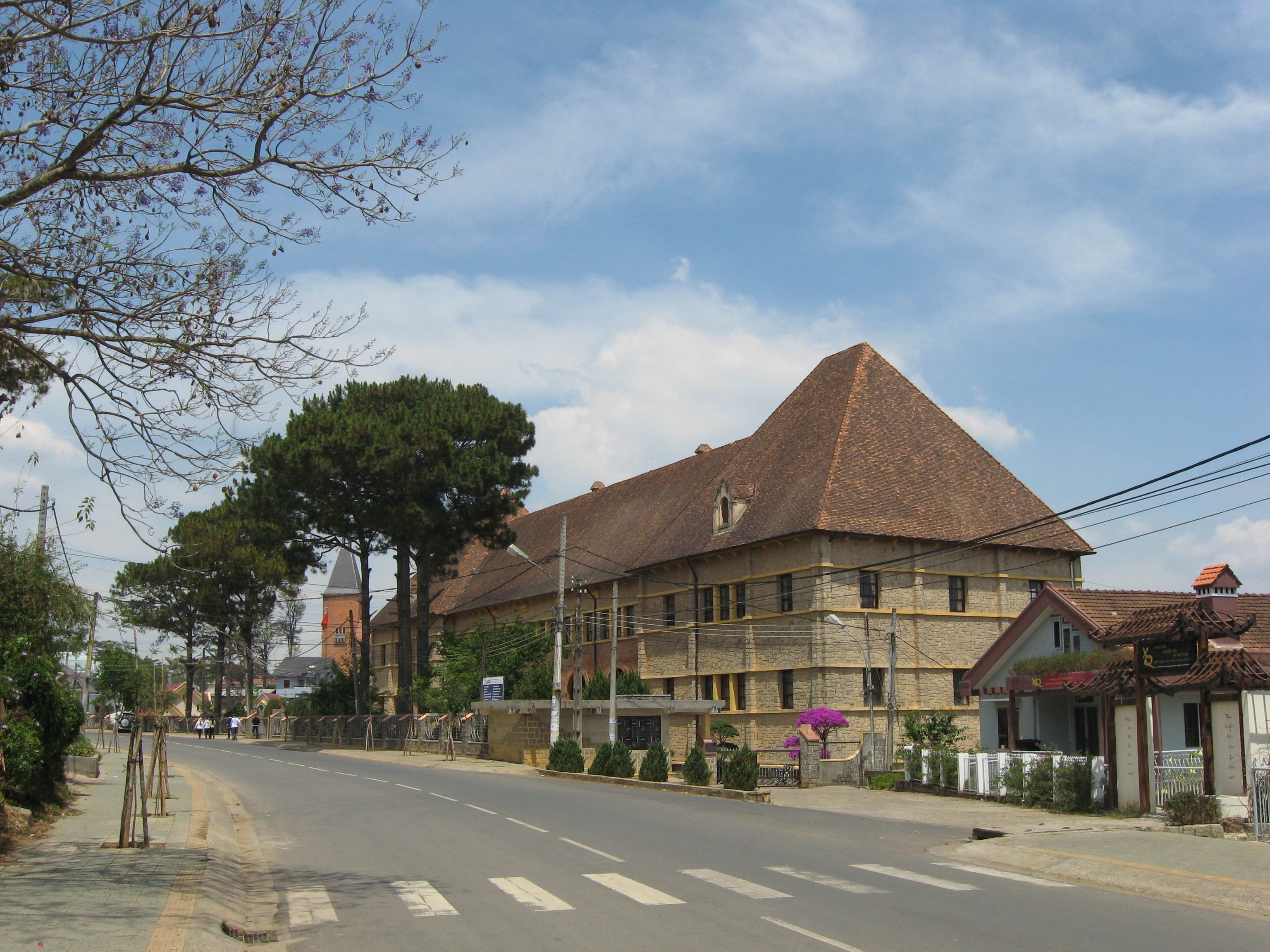
Xí nghiệp Bản đồ Đà Lạt

Xí nghiệp Bản đồ Đà Lạt là một đơn vị trực thuộc Cục Bản đồ Quân sự - Bộ Quốc phòng Việt Nam nằm tại số 14 đường Yersin, thành phố Đà Lạt. Cơ sở tiền thân của cơ quan này là Sở địa dư Đông Dương được thành lập ngày 5 tháng 7 năm 1894 tại Hà Nội với nhiệm vụ biên tập, vẽ và in ấn bản đồ cho Liên bang Đông Dương. Đến năm 1940, trụ sở của Sở địa dư Đông Dương được chuyền vào Gia Định. Dưới thời Việt Nam Cộng hòa, cơ quan này được chuyển thành Nha địa dư quốc gia ngày 1 tháng 4 năm 1955. Sau năm 1975, Nha địa dư quốc gia được đổi thành Xưởng in 2, trực thuộc Cục bản đồ, do Bộ tổng tham mưu Quân đội nhân dân Việt Nam quản lý. Bên cạnh nhiệm vụ chính là thiết lập, biên tập, in các loại bản đồ... Xí nghiệp bản đồ Đà Lạt còn nhận in sách, báo chí, bao bì, nhãn hiệu hàng hóa.
Tòa nhà trụ sở Xí nghiệp Bản đồ Đà Lạt trên đường Yersin là một công trình tương đối đồ sộ, nằm gần Trường Cao đẳng Sư phạm Đà Lạt và không xa nhà ga của thành phố. Công trình được xây dựng từ năm 1939 và hoàn thành năm 1943. Công trình bị hư hại nặng nề trong vụ cháy rạng sáng ngày 9 tháng 6 năm 2014. Gần một nửa tòa nhà gồm khu văn phòng, xưởng chế bản, hệ thống máy tính... đã bị lửa thiêu rụi.